# Rifugio Luigi Brasca
Il rifugio Luigi Brasca è un rifugio alpino situato nel comune di Novate Mezzola, in Val Codera, una valle laterale della Valchiavenna, a 1.304 m s.l.m..La Val Codera è una delle ultime valli alpine stabilmente abitate tutto l'anno senza accessi stradali.
Il Rifugio è stato edificato negli anni 30, poi distrutto dalle truppe nazifasciste e ricostruito terminata la guerra

## Caratteristiche e informazioni
Inaugurato nel 1933, il rifugio venne distrutto per eventi bellici nel 1944. La ricostruzione iniziò nel 1946 e terminò due anni dopo. È dedicato alla memoria di Luigi Brasca, figura emblematica di alpinista: fu tra i fondatori del gruppo lombardo "Alpinisti senza guida" e vicepresidente della Sezione di Milano, propugnatore di un alpinismo d'avanguardia e fautore delle prime gite giovanili e scolastiche. Studioso ed illustratore delle Alpi, curò la "Guida delle Alpi Retiche Occidentali", che lo vide anche coautore di una importante monografia sulla regione Spluga-Bregaglia, come della "Guida della Regione dell'Ortler".

## Accessi
Dalla frazione Mezzolpiano di Novate Mezzola lo si raggiunge in circa 3h30-4h00. Si sale dalla mulattiera che porta a Codera passando da Avedé, proseguendo poi per la frazioni di Costa poi Saline, Stoppadura, l'abitato di Bresciadega giungendo infine, immerso nei magnifici boschi dell'Alpe Coeder, al rifugio Brasca.
Il rifugio è la prima tappa del Sentiero Roma.
- Novate Mezzola 212 m - Rifugio Brasca 1304 m: per Codera 825 m; ore 4; E
- Rifugio Brasca 1304 m - Rifugio Gianetti 2534 m: per il Passo del Barbacan Settentrionale 2598 m; ore 6; EE

## Ascensioni
- Pizzo Ligoncio (3.033 m)
- Punta Trubinasca (2.998 m)
- Pizzo dell'Oro Meridionale (2.695 m)

## Traversate
- Rifugio Gianetti in Val Porcellizzo per il passo del Barbacan (A10)
- Rifugio Omio in Valle dell'Oro per il passo dell'Oro (A10)
- Rifugio Omio in Valle dell'Oro per il passo Ligoncio (A9)